# Malafon
Le Malafon, contraction de MArine LAtécoère FONd,  est un missile anti-sous-marin français lance-torpille, opéré depuis un navire de guerre, qui a équipé exclusivement la Marine nationale de 1966 à 1997.

## Historique
Conçu conjointement par l'ECAN Saint-Tropez et le groupe Latécoère à partir de 1956, le missile Malafon entra en service en 1966 après des essais opérationnels sur l'escorteur d'escadre La Galissonnière (D638). Il fut le premier missile de conception française entrant en service dans la Marine nationale française dont il équipa 12 bâtiments. 
Il n'a jamais été employé en combat, et fut retiré du service en 1997, supplanté par l'hélicoptère Lynx équipé de torpilles légères Mark 46 et ses successeurs.

## Caractéristiques

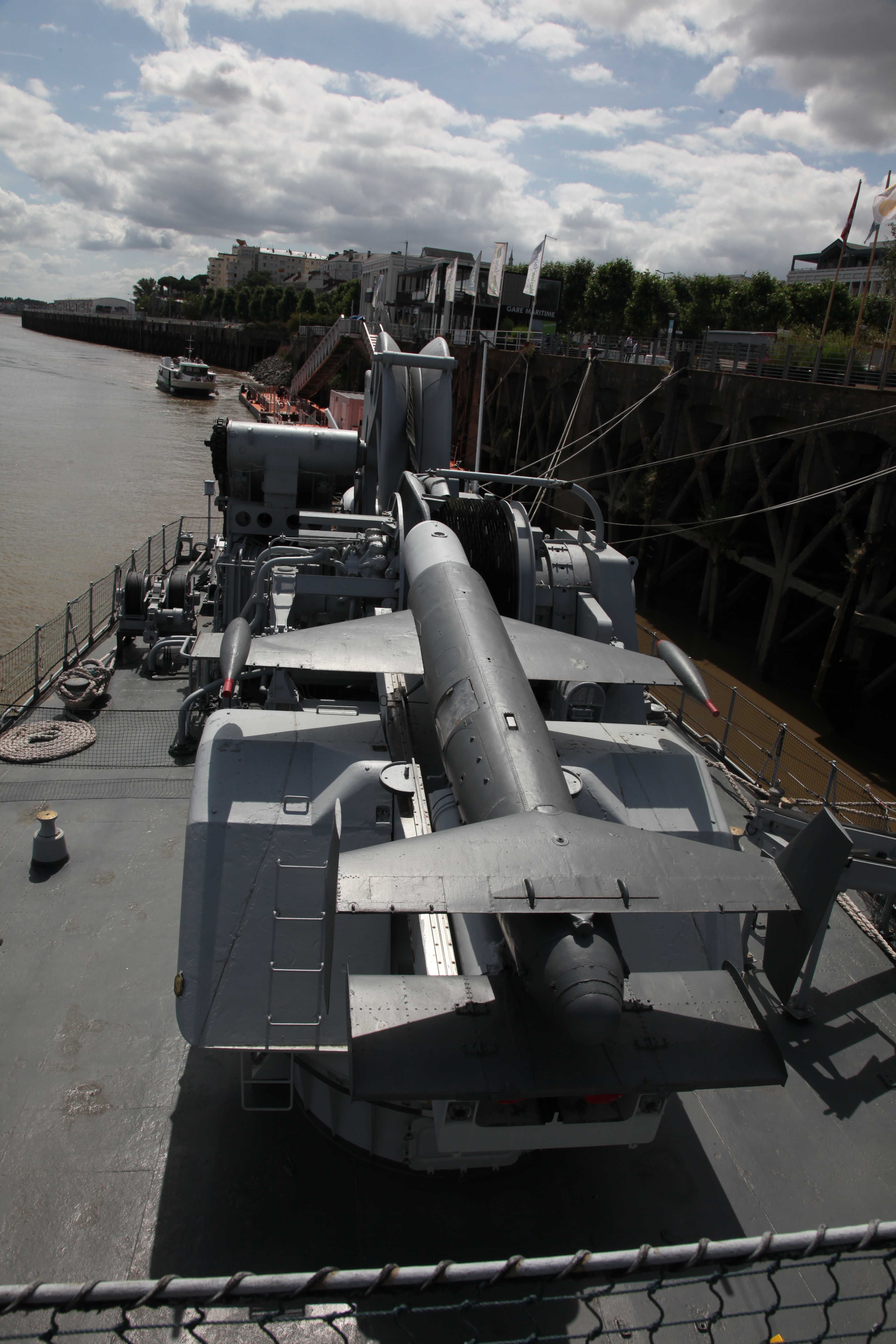
Vue arrière d'un Malafon.

Il se présente sous la forme d'un planeur dont la partie avant est constituée d'une torpille anti-sous-marine classique type L4 de 533 mm d'une masse de 540 kg capable de plonger à 300 mètres.
Les missiles sont stockés sans les ailes du planeur et l’empennage propulseur. Le porteur et le missile sont emmagasinés séparément et remontés juste avant le tir, ce qui entraine une cadence de tir de seulement un missile toutes les deux minutes. Une fois équipé, le Malafon est acheminé sur la rampe de lancement, inclinée de façon fixe à 15°. Celle-ci est alors orientée dans la direction approximative de la cible sous-marine. Le système d'armes prend beaucoup de place : 27,35 m sur l'Aconit en comptant le local des torpilles, le hangar des Malafon et le poste de tir.
Propulsé au départ par deux accélérateurs à poudre pendant 4 secondes, il poursuit sa course en planant à une altitude de 200 m à une vitesse de 230 m/s soit environ 800 km/h sur une distance maximale de 13 km après s'être détaché de son accélérateur.
Les coordonnées de la cible en gisement et distance, établies par les relevés du sonar et du calculateur de tir du bord, sont transmises par radio au missile. Arrivé à la verticale de la cible, un premier parachute freine brutalement le planeur, provoquant l'éjection de la torpille dont la chute est ralentie par l'ouverture d'un second parachute qui se détache peu avant l'immersion. La torpille se comporte alors de façon classique en activant son sonar tout en décrivant un cercle pour localiser précisément son objectif avant de se diriger sur lui à pleine vitesse.

## Navires équipés

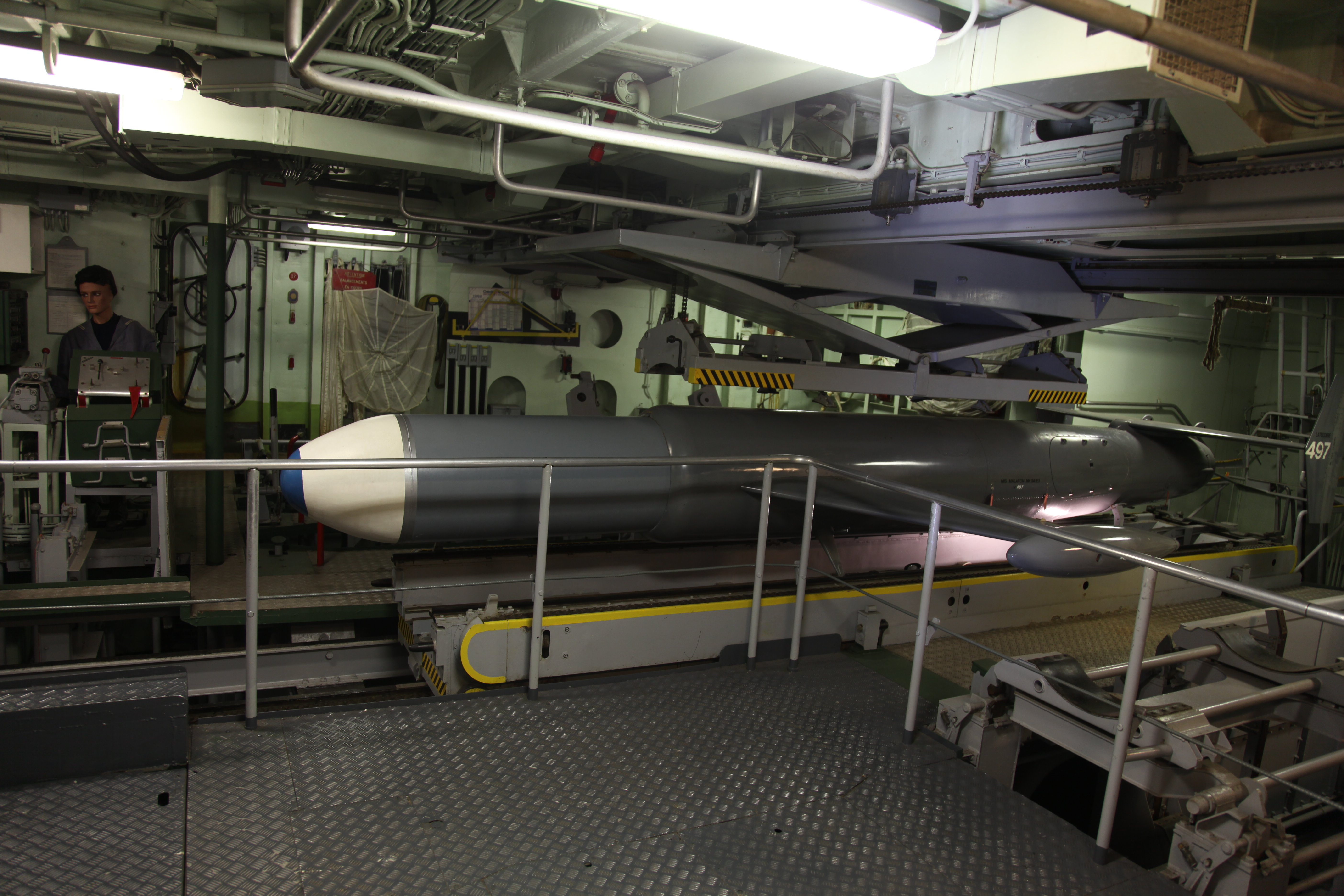
Un Malafon dans le hangar de stockage du Maillé-Brézé.

Le système d'arme Malafon a équipé les 12 navires suivants qui embarquaient un maximum de 13 missiles démontés. Ils ne seront assemblés qu'avant leur mise sur rampe:
- classe T 47 : D'Estrées, Maillé-Brézé, Vauquelin, Casabianca, Guépratte ;
- La Galissonnière, seule unité de la classe T 56;
- classe Suffren : Suffren, Duquesne ;
- Aconit, seule unité de sa classe;
- classe Tourville : Tourville, Duguay-Trouin, De Grasse.